# Jiří Paroubek
Jiří Paroubek (Olomouc, 21 augustus 1952) is een Tsjechisch sociaaldemocratisch politicus en was van 25 april 2005 tot 4 september 2006 premier van de Tsjechische Republiek. 
Paroubek studeerde in 1976 af met een graad in de economie en hij was daarna werkzaam in verscheidene staatsbedrijven. 
Zijn politieke carrière begon hij bij de Tsjechoslovaakse Socialistische Partij, een marionettenpartij tijdens het communistische bewind. Na de Fluwelen Revolutie van 1989 werd Paroubek lid van de Tsjechische Sociaal Democratische Partij (ČSSD) en van 1990 tot 1996 was hij lid van het Centraal Comité van deze partij, een post die hij in januari 2001 wederom zou bekleden.
In 2004 werd Paroubek benoemd tot Minister van Regionale Ontwikkeling in het kabinet van premier Stanislav Gross. Nadat Gross aftreed als gevolg van een regeringscrisis omtrent onduidelijkheid over de financiering van zijn appartement, werd Paroubek op 25 april 2005 onverwacht benoemd tot minister-president. In mei van 2005 overleefde zijn nieuwe regering een motie van wantrouwen in het parlement met 101 stemmen tegen 99.
De regering Paroubek diende haar ontslag in op 16 augustus 2006, nadat het eerder niet in geslaagd was om de parlementsverkiezingen van juni 2006 te winnen. De sociaaldemocratische partij werd nipt verslagen door de rechts-conservatieve burgerpartij, ODS. Door de ontstane patstelling na de verkiezingen werden coalitieonderhandelingen erg moeilijk en bleek geen enkele partij in staat te zijn om een meerderheid te vormen. Sinds 4 september 2006 wordt een minderheidskabinet geleid door de Mirek Topolánek, leider van de ODS.